# 윤증

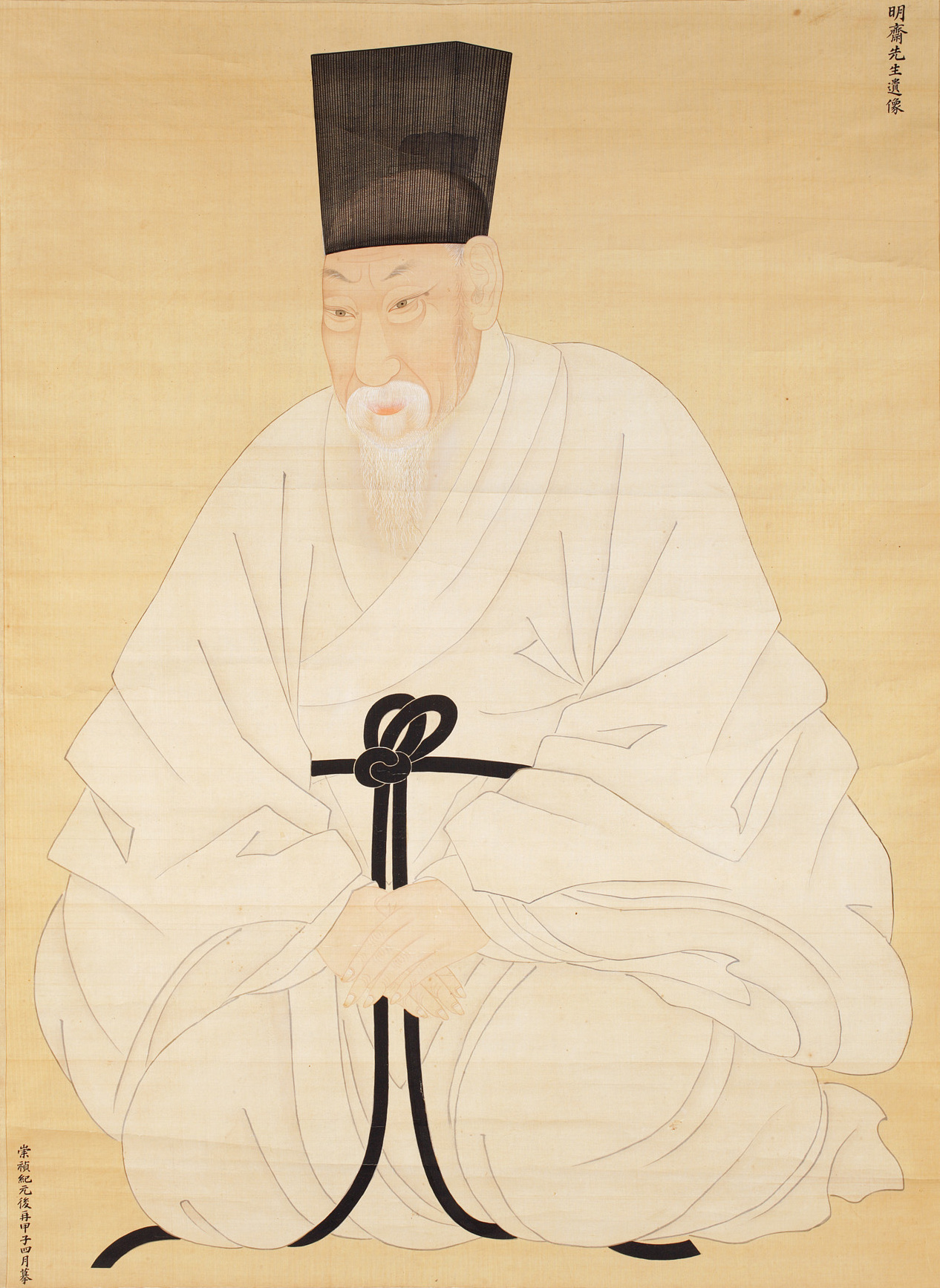
윤증 초상

윤증

윤증(尹拯, 1629년 7월 18일(음력 5월 28일) ~ 1714년 3월 9일(음력 1월 30일))은 조선 중기의 학자, 정치인, 사상가이다. 본관은 파평. 자(字)는 자인(子仁), 호는 명재(明齋)·유봉(酉峰), 시호는 문성(文成)이다. 당색은 서인에 속하는 소론의 영수이다. 윤선거(尹宣擧)의 아들이다. 서인 윤선거, 김집, 유계, 권시, 송시열의 문하생이다. 서인이 노론, 소론으로 분당할 때 소론의 영수가 된다.
유계(兪棨), 김집(金集)의 문하에서 수학하다가 권시의 문하에서도 수학했으며, 김집의 추천으로 김집 사후 우암 송시열의 문인이 되었다. 그러나 아버지 윤선거의 묘비문 문제로 발생한 회니논쟁(회니시비)과 김익훈, 김석주의 역모 날조에 염증을 느껴 후일 노론이 된 주류파와 갈등하였으며, 아버지 윤선거의 비문 문제를 계기로 송시열과 절교한 후 소론의 영수가 되었다.
효종 때 내시교관에 임명되었으나 곧 사직하고 현종 때 여러 차례 관직에 제수되었으나 사양하다가 1682년 관계에 나가 판돈령부사(判敦寧府使)에 이르렀으나 사퇴하였다. 예론에 정통한 학자로 이름이 높았으나 1673년부터 아버지의 묘갈명(墓碣銘) 문제, 송시열 비난 서신의 전달 등으로 송시열과 절교하여 소론(少論)의 영수가 되었다. 1715년에는 아버지와 스승 유계의 공동 저서 <가례원류> 발문속에서 정호(鄭澔)로부터 비난을 받아 당쟁이 격화되어 소론이 거세당하고, 우의정에 제수되었으나 사직하고 판중추부사로 전임되었다가 사망한다. 사후 좌의정에 증직되었으나 <가례원류> 문제로 후에 그의 관직도 추탈당하였다가 1722년에 복구되었다.
학문 연구로 일생을 보냈으며, 그는 성리학외에도 양명학과 실학 사상을 접하고 연구하기도 했다.

## 생애

### 출생
윤증은 1629년 한성부 정선방에서 태어났다. 할아버지는 윤황(尹煌)이고, 아버지는 윤선거(尹宣擧)이며, 어머니는 공주이씨(公州李氏)로 이장백(李長白)의 딸이다. 할머니는 창녕 성씨로 서인(西人)이자 성리학의 대학자 우계 성혼(成渾)의 딸로, 그는 성혼의 진외증손이었다. 그가 태어날 무렵 그의 본가는 충청남도 노성에 있었으므로, 노성 출신으로도 본다.

#### 가계 배경
그의 집안은 일명 노성윤씨라고도 부른다. 윤증의 고조인 윤돈이 처가가 있는 충청남도 노성에 처음 정착해 '노성 윤씨'라는 별명을 얻었다.
파평윤씨가 노성지방에 입향하는 것은 윤탁의 손자인 윤돈에서 비롯된다.
윤돈(尹墩 1519~1577)은 그 선대가 장단(長端)에 세거하였는데, 그는 부모와 같이 서울에 거주하다가 처향인 노성근방의 이산현(尼山縣) 득윤면(得尹面) 당후촌(塘後村)으로 입향하였다. 윤돈의 처는 문화 류씨(文化柳氏)로 이곳에 세거한 재지사족이다. 파평 윤씨가 노성에 입향하여 재지사족으로 위상이 높아지는 것은 윤돈의 손대에서 비롯된다.
조선시대 사족이 타향에 입향하여 재지사족(在地士族)의 일원이 되는 것은 조선사회의 향촌사회 특성과 관련된다. 조선의 향촌사회는 지연, 혈연, 학연의 연관을 통해서 재지사족으로서 위상을 갖출 수 있다. 그 지역의 학맥에 동승하여 가문에서 현출한 인물이 배출되면 재지사족으로, 또는 좀 더 넓은 지역의 명족(名族)으로 이름나게 된다.
노성의 파평윤씨는 입향조인 윤돈의 손자 윤황(尹煌) 대에 기호학파(畿湖學派)에 일각을 이루면서 증손인 윤선거의 형제와 종형제에 이르러 기호학맥을 잇는 호서학파(湖西學派)의 큰 맥(脈)을 형성하고, 혼변도 거의 같은 시기에 무안 박씨(務安朴氏)를 비롯한 광산 김씨(光山金氏), 은진 송씨(恩津宋氏) 등 호서의 명족과 인연을 맺으면서 노성의 파평윤씨는 학연과 혼변에서 우뚝 솟는 명망있는 사족으로 성장한다.
노성의 파평윤씨가 기호학파에 연원하는 것은 윤황과 동생 윤전이 성혼의 문하에서 수학한데서 비롯된다. 성혼은 율곡 이이와 함께 기호학파의 종장(宗匠)이다. 성혼은 조선 도학의 도통인 조광조(趙光祖)에 학문의 연원을 두고 있다. 그는 조광조의 문인인 백인걸(白人傑)과 성수침(成守琛)의 가르침을 받았는데, 성수침은 그의 아버지이다. 성혼은 가학을 전수받아 이를 계승하였다. 윤황과 그 동생 윤전은 성혼의 문하에서 수학하였고 윤황은 성혼의 사위가 되었다. 이 같은 혈연과 학연은 성혼의 가학이 노종의 가학으로 전승되는 계기가 된 것이다.
그리고 조선의 성리학이 이황 · 이이 이후 영남 · 기호학파에 속하게 된다.
기호학파는 성혼 · 이이를 종장으로 기호지방에 확산된다. 그러나 기호학파의 중심이 근기에서 호서 삼현(三縣) 즉 연산(連山) · 회덕(懷德) · 노성(魯城)으로 옮겨진다. 특히 이 지역으로 옮겨지는 기호학파는 시간이 지남에 따라 학문적으로도 특성을 지니게 된다. 예학(禮學)이 중심과제가 되고 주자성리학(朱子性理學)이 강조된다. 그리고 학파(學派)=정파(政派)라는 등식이 성립되고 있던 당대에 이들은 서인(西人)으로 활약하였다.

#### 수학과 청소년기
호는 명재인데, 후일 논산군 이성 유봉(酉峰) 아래에 살았으므로 호를 '유봉'이라고도 했다. 처음 아버지 윤선거와 유계(兪棨)에게서 수학하였다. 할아버지 윤황은 우계 성혼의 사위이자 문하생이었으며, 아버지 윤선거를 통해 성혼의 학맥을 계승하였으나 그 뒤 송준길의 문하에도 출입했고, 장인인 남인(南人) 탄옹 권시(權諰)와 신독재 김집(金集)에게 배웠다. 뒤에 스승 김집이 병으로 죽자 29세 때에는 김집의 권유로 김집의 수제자이자 당시 회천에 살고 있던 송시열(宋時烈)을 찾아가 사사했다. 〈주자대전 朱子大全〉을 배웠다.

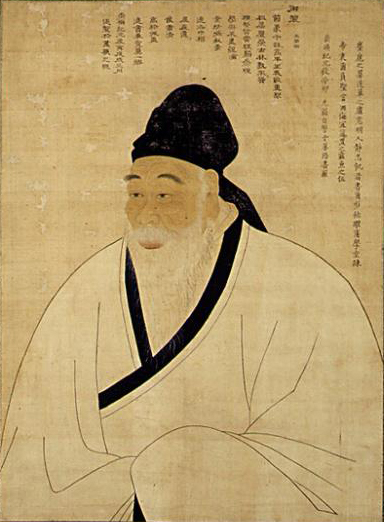
스승의 한사람인 송시열
(그러나 정견 차이와 아버지 윤선거 비문 등으로 관계가 악화, 절교하게 된다.)

후에 송시열에게도 사사했으며 송시열의 문하에서 특히 예론(禮論)에 정통한 학자로 이름났다. 후일 부친 윤선거(尹宣擧)의 비문 문제와 김익훈, 김석주의 역모 처리 문제, 정견의 차이 등으로 송시열과 크게 싸운 뒤 절교했다. 송시열 역시 그의 스승이었으므로 이를 놓고 노론이나 남인에서 그를 공격의 빌미가 되었다. 당색으로는 서인 가문 출신이면서도 한때 장인이며 남인인 권시의 문하에도 출입하며 수학했다.
병자호란 당시 강화도에 피난해있던 서인의 사대부와 부녀자들은 모두 자결을 택했고, 그의 어머니 공주이씨 역시 자결하였다. 그러나 아버지 윤선거는 혼자 피신해 있다가 살아서 나왔고, 이는 아들인 윤증에게도 멍에가 되어 비방의 대상이 되었다.

### 정치 활동

#### 학문 연구
그는 일찍이 김집에게 가르침을 받았는데, 김집이 말하기를 송시열이 주자학에 정통하니 나중에 그에게 배우라고 함에 따라 윤증은 29세 되던 해에 송시열에게 사사하여 주자대전 등을 배웠다. 윤증은 효종 말년에 학업과 행실이 뛰어나다는 명목으로 조정에 천거되어 내시교관(內侍敎官)에 제수되었다.
첫 스승 김집이 죽자 이후 송시열의 문하에 출입하며 성리학을 수학하였다. 아버지 윤선거는 송시열의 학문적 재주는 뛰어나지만 병통과 치우침이 강하므로 주의하라 당부하기도 하였다.
이후 학문 연구와 후학 양성에 전심전력하여, 스승인 송시열, 권시 등을 찾아 학문을 담론하는 한편 황산서원(黃山書院)에서 주자서를 강학하는 등 벼슬보다는 주로 학문과 교육에 뜻을 두었다. 1663년(현종 4) 천거되어 내시교관이 되었으나 사퇴했다. 1664년(현종 5년) 다시 내시교관(內侍敎官)에 제수된 것을 시작으로 세자익위사 익찬(翊贊), 집의(執義) 등을 제수받았으나 모두 거절하고 출사하지 않았다.

#### 정계 입문과 예송 논쟁

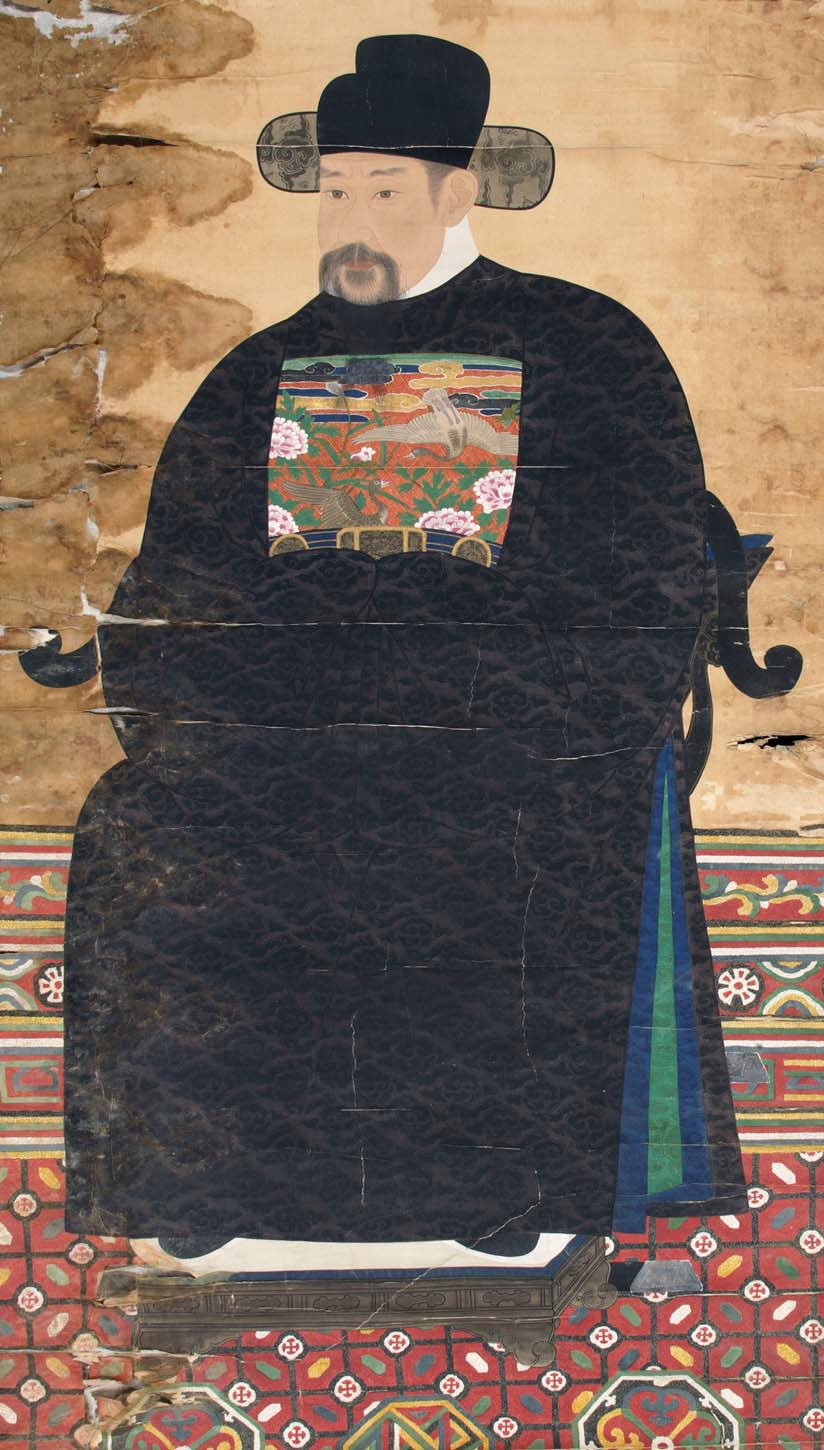
윤휴
(그는 1, 2차 예송논쟁 당시 남인 강경파에 섰던 인물로, 송시열로부터 사문난적으로 몰려 사형당하였다.)

윤증 고택
(그는 이곳에서 독서와 후학 양성에 매진하였다.)

1669년 아버지 윤선거가 죽자 남인계 인사들도 윤선거의 빈소를 찾아와 조문했다. 부친상 때 윤증은 남인 윤휴(尹鑴)의 조문을 받았는데 이 사실을 전해들은 송시열은 이를 매우 불쾌하게 여겼다. 윤증은 아버지 윤선거가 남긴 편지 중 송시열에게 허목, 윤휴에게 화해의 손길을 먼저 내밀라는 권고를 적은 편지를 스승 송시열에게 전달하였다. 군사부일체의 의리를 확신한 그는 아버지와 절친한 친구이기도 한 스승 간에 비밀이 있어서는 안 된다는 신념하에 송시열에게 아버지 윤선거가 남긴 편지를 전달했다. 윤증의 뜻을 높이 평가한 송시열은 처음에 윤선거의 편지를 읽고도 불쾌감을 숨겼다. 그러나 뒤늦게 그가 윤휴의 조문을 받은 것을 알게 되자 심히 불쾌해 하였다.
이후 공조랑·지평 등에 제수되었으나 모두 사퇴하였다. 1674년(현종 15) 효종비 인선왕후가 죽자 발생한 2차 예송 논쟁에서 남인이 승리하면서 송시열, 김수항 등은 삭탈관작당하고 유배되었다. 그러나 이때 윤증은 남인들과의 친분관계로 불이익을 받지 않았다.
숙종초에 송시열 일파가 남인에게 화를 입었을 때 윤증은 그의 장인 권시가 남인인 것과 아버지 윤선거를 비호, 두둔한 윤휴 등과의 관계 등 남인과의 인연관계로 처벌을 면한 일로 해서 더욱 송시열의 의심을 받게 되었다. 숙종 즉위 이후에도 호조참의·대사헌·우참찬·좌찬성·우의정·판돈녕부사 등에 임명되었으나 모두 사퇴했다.

#### 회니 논쟁
그 뒤 아버지 윤선거의 묘갈명(墓碣名)을 송시열에게 부탁했는데 송시열은 병자호란 당시 친구와 친척, 부인이 모두 순절했는데 윤선거만 홀로 살아서 나온 일을 두고 윤선거를 경멸하고 멀리했다. 송시열이 지은 윤선거의 묘비명 내용중에 자신은 덕이 부족하여 그 뜻(윤선거가 피신한 뜻)을 알지 못하겠다며 야유하는 뜻을 적자 윤증은 여러 차례 사람을 보내 시정이나 삭제를 요구했으나 송시열은 이를 들어주지 않았다. 이 일로 감정이 상한 윤증이 송시열을 비판함으로써 사제간의 의리가 끊어졌으며, 두 사람 사이에 일어난 갈등은 송시열의 집이 회덕(懷德: 현 대전광역시 대덕구 회덕동)에, 윤증의 집은 이성(泥城: 현 충청남도 논산시 노성면)에 있었던 연유로 '회니(懷泥)의 반목' '회니논쟁' 또는 '회니의 사건'이라 부른다. 이러한 개인적 감정과 함께, 남인을 일망타진하기 위해 역모를 날조한 김익훈, 김석주에 대한 처벌문제와, 남인에 대한 처벌문제로 서인이 강경파와 온건파로 분리될 때 그는 소론에 가담하였으며, 이후 그를 지지하는 사류(士類)들에 의해 소론의 영수로 추대되었다.
1674년 숙종 즉위 직후 사헌부집의에 임명되었으나 곧 사퇴했다. 숙종초에 송시열 일파가 남인에게 화를 입었을 때 윤증이 남인과의 인연관계로 화를 면하자 송시열은 더욱 그를 의심했다. 이후 송시열은 그를 의심했고, 서인 역시 그를 의심하였다. 그는 이를 해명하였으나 서인들은 그의 해명을 믿어주지 않았다.
그는 송시열을 "대인의 의와 소인의 이익을 함께 행하고, 왕도와 패도를 같이 쓴다"(義利雙行王覇竝用)고 비난했으며, 왕조실록을 기록하는 사국(史局)의 사관들에게도 친히 편지를 보내어 아버지의 일을 변호하고, 다시 이이(李珥)가 젊어서 불문에 들었던 일을 끌어서 이이는 입산의 잘못이 있으나 자기 아버지는 처음부터 죽어야 될 의리가 없다고 했다. 이이가 입산한 일을 지적하자 서인계 성균관 유생들이 들고 일어나 그가 선현을 모독했다고 그를 성토함으로써 조정에서 시비가 크게 일어났다. 송시열이 변명의 상소를 올려 죄가 전부 자신에게 있다며 자신의 부덕이라 했으나, 숙종은 듣지 않고 윤증을 전과 같이 대우하지 말라는 명을 내렸다. 이후 서인, 남인계 사림 학자들과 간관(諫官)들 사이에 비난과 변명의 상소가 계속되었다.

#### 송시열, 윤휴와의 갈등
윤선거가 죽자 그의 아들이자 우암 송시열의 제자인 윤증은 묘지명을 친히 그에게 부탁하였다. 그러나 송시열은 윤선거의 피난을 못마땅히 여기며 비꼬았고 이는 회니시비의 원인이 된다. 한편 그는 생전의 윤선거에게 윤휴와 절교할 것을 여러번 권고하였다. 그러나 윤선거는 윤휴와 계속 만났고, 윤휴는 나중에 아버지를 추도하는 제문이라며 윤증에게 추도사를 보낸다.
송시열과의 관계상 받지 않으려다 받았지만 내용은 윤선거가 우유부단하다고 조롱하는 내용이었으므로 윤증은 윤휴의 추도사를 받고 탄식했다 한다. 이후 윤휴에게 절교를 선언하고 다시는 만나지 않았다. 윤휴가 허목 등과 함께 장희빈의 편을 들게 되자 그를 사악한 인물이라며 비난하였다.

#### 송시열 등과의 갈등
외척 김석주와 김익훈 등이 역모를 날조하여, 남인을 일망타진할 목적으로 허새의 옥사를 조작하자 그는 김익훈의 처벌을 주장하고, 이어 남인에 대한 사과를 주장하였다.

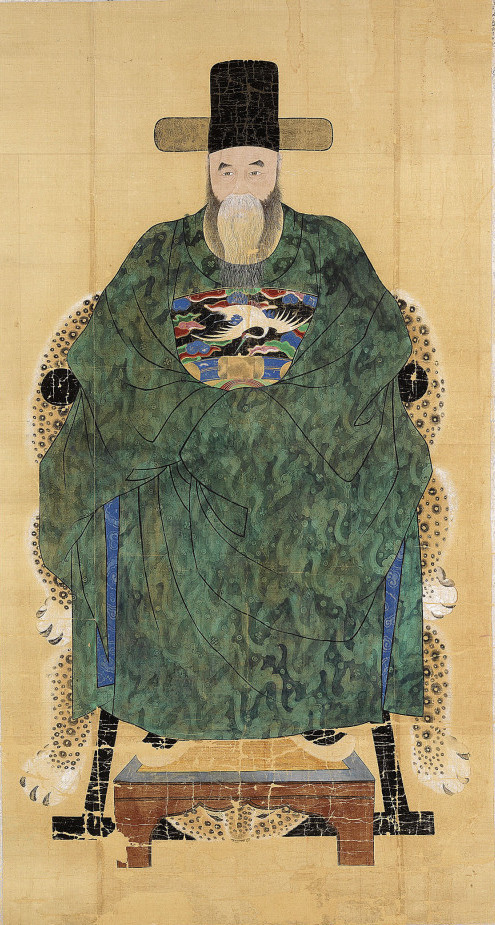
남계 박세채

1680년(숙종 6) 학덕으로 천거되었으나 나가지 않았다. 이어 김수항(金壽恒)·민정중(閔鼎重) 등이 윤증에게 경연에 나오도록 청하고, 박세채(朴世采)·조지겸(趙持謙) 등이 거듭 출사를 권했으나 역시 사양하였다. 이때 그는 송시열, 김석주(金錫胄), 김익훈, 김만기(金萬基), 민정중, 민유중 등의 세도가 바뀌어야 하고, 외척이 정치에 간섭하지 않아야 되며, 남인의 역모를 날조한 김익훈, 김석주 등을 처벌해야 되며, 역모를 날조한 것에 대한 서인측의 사과와 서인과 남인의 원한이 풀어져야만 출사할 수 있다고 했다. 이 일로 한때 송시열의 문하에서 동문수학한 동문 최신(崔愼)에게 편지를 주고 받았으나, 최신이 자신의 스승 송시열의 죄없음을 변명한다는 핑계로 윤증이 보낸 사서(私書)를 공개하면서 그가 스승을 배반했다고 했으며, 논란의 대상이 되었다. 한편 그를 천거한 김수항, 민정중 등도 윤증이 사사로운 감정으로 스승을 배신하고 송시열을 헐뜯었다고 비난했다. 1680년 다시 사헌부집의에 임명되었다가, 그해 성균관사업(司業)이 되었다. 그해 말 다시 사헌부집의가 되었다.
1682년 호조참의를 거쳐 1683년 행 호군으로 전임되었다가 사직하였으나 다시 한성부우윤이 되었다.

### 생애 후반

#### 사직과 은둔
경신환국(庚申換局) 후 남인을 처벌하는 데 있어서 온건론을 주장하는 소론의 영수가 되어 강경 처벌을 주장하는 송시열의 노론과 싸웠다. 1683년(숙종 9년) 임금의 부름으로 과천까지 왔으나 나량좌의 집에서 박세채에게 3대 명분론을 제시하고 귀향하였다. 이후에도 사헌부대사헌(司憲府大司憲) 등에 제수되었지만 역시 나아가지 않았으며 후학 양성과 교육에 힘을 쏟았다.
1684년 다시 대사헌에 제수되었으나 고사하고 나가지 않았다.
1689년의 기사환국으로 서인이 실각했을 때는 이와 같은 점이 참작되어 처벌을 면할 수 있었다. 그러나 인현왕후 폐출에 심히 분개하였으며, 갑술옥사 때는 남인에 대한 온건론이나 화합론을 거둔다. 그는 출사하지는 않았으나 소론의 영수로서 막후에서 소론계열을 지원하였다. 1695년 의정부우참찬을 거쳐 1701년 의정부좌찬성에 임명되었으나 사직하였다.

#### 권상하, 노론과의 갈등

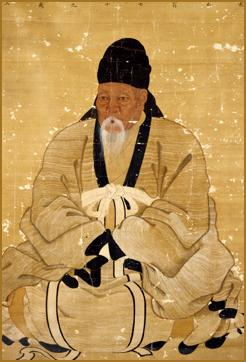
동문이자 그의 정적인 수암 권상하

권상하는 특히 송시열을 공격한 회니시비의 주인공인 동문 윤증에게 적대적이었다. 1715년 《가례원류》의 저작권을 둘러싸고 윤선거(尹宣擧)와 유계(兪棨)의 공저였으나 윤선거의 아들 윤증과 유계의 손자 유상기 사이에 각자 자신의 조상이 단독으로 쓴 책이라며 저작자 논쟁을 일으키자, 권상하는 서문을 써주면서 유계의 저술이라고 기술하여 소론의 영수 윤증으로부터 비판을 받았다. 그러자 권상하는 윤증이 스승을 배신(배사)하였다며 그를 공격하였다.
회니시비 이후 윤증을 공격했고 부정적으로 평가하던 권상하는 가례원류 사건 이후로 윤증과 원수가 된다.
그 뒤 송시열의 비문을 찬하면서 송시열이 화를 당한 것은 "윤증이 (사사로운 마음으로) 윤휴(尹鑴), 허목의 무리와 함께 조작한 것”이라는 내용을 비문에 기록하여 소론계 유생 유규(柳奎) 등 8백 여명의 성균관 소론계 유생들에게 비판을 받고 사간원대사간 이관명(李觀命), 홍문관수찬 어유구(魚有龜) 등 소론측으로부터 비문을 수정하라는 항의를 당하였으나 권상하는 이를 받아들이지 않았다. 오히려 노론에서는 그를 스승을 배신한 자로 몰아 계속 공격을 가하였다.

### 최후

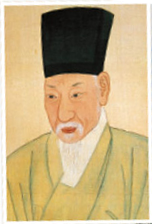
윤증

그의 문하에서는 최석문(崔錫文), 어유구, 어유봉, 이정걸(李廷傑), 양득중 등이 배출되었고, 훗날의 실학자 유수원 역시 그의 문하생에게서 글을 배웠다. 만년에는 성리학에 이의를 품고 양명학을 연구하던 정제두(鄭齊斗)와 각별한 관계를 가졌다. 동료 박세채의 제자인 정제두는 한때 윤증의 문하에도 출입했는데, 이후 그는 윤증의 문하를 떠난 뒤에도 여러 차례 서한을 주고받으며 토론, 교류하였다.
그 뒤 대광보국숭록대부 의정부우의정(大匡輔國崇祿大夫 議政府右議政)에 제수되었다. 1710년 판중추부사에 제수되어 한성부에 입경하여 사은숙배한 뒤 다시 고향 노성으로 내려갔고 1714년 1월 30일 충청남도 논산군 노성에서 병으로 사망한다. 사망당시 그의 나이 86세였다. 그가 죽자 숙종 임금은 직접 하교를 내려 애도했다.
윤 판부사는 산림에서 덕을 길러 일직이 중망(重望)이 있었으니, 과인이 존숭하여 신임함과 사림이 존경하고 따름이 어떠했겠는가? 정승에 오름에 미쳐 돈소함이 더욱 간절했지만 다만 과인의 정성이 부족하여 멀리 떠나려는 마음을 돌리지 못했으니, 결연한 생각이 조금도 풀리지 않았다. 그런데 한 질병이 고질이 되어 갑자기 흉음이 이를 줄이야 어찌 생각이나 했겠는가?

숙종은 그의 부고 후 조회를 파하여 애도하였으며 친히 조시(弔詩)를 지어 보냈고, 2300여 명의 문상객이 방문했다 한다. 저서로 《명재유고》, 《명재의례문답 (明齋疑禮問答)》, 《명재유서》 등이 있다.

### 사후
1723년(경종 3년) 문성(文成)의 시호가 내려지고, 그해 의정부좌의정에 증직되었다. 그의 사후 노론과 소론은 희빈 장씨 소생 세자의 인정 문제 등으로 인해 계속 갈등하였고, 1715년 유계가 지은 〈가례원류 家禮源流〉의 발문에 정호(鄭澔)가 그를 비난한 것을 계기로 당쟁이 격화, 소론 일파가 실각, 거세되면서 그는 1717년 아버지 윤선거의 증직과 함께 관작을 모두 추탈당했으나, 경종 즉위 후 소론이 집권하면서 1722년(경종 2) 소론계 유생 김수구(金壽龜, 황욱(黃昱) 등의 상소에 의해 복관되었다. 충청남도 홍주의 용계서원(龍溪書院), 노성의 노강서원(魯岡書院), 전남 영광 용암서원(龍巖書院) 등에 제향되었다.
1776년(정조 즉위년) 5월 정조 때 왕명으로 삭탈관직되었다가 1782년 회복된다. 이후 계속 그와 그의 아버지 윤선거의 관작을 추탈하라는 상소가 고종 때까지 계속되었다.

## 저서
- 《명재유고》
- 《명재의례문답 (明齋疑禮問答)》
- 《명재유서》

## 평가와 비판
송시열을 비롯한 노론측은 현실과의 일정한 타협을 통해 권력을 장악하는 데 최우선의 의미를 두었던 것이고, 윤증을 내세운 소론측은 현실과의 타협을 거부하며 명분을 고수하려 했던 것이라는 시각도 있다.
아버지 윤선거의 비문 문제로 스승인 송시열과 감정 대립을 벌인 것에 대한 비판도 있다.

## 가족 관계
- 고조부 : 윤돈(尹暾)
  - 증조부 : 윤창세(尹昌世)
  - 증조모 : 청주 경씨(淸州慶氏), 경혼(慶渾)의 딸
    - 조부 : 윤황(尹煌)
    - 조모 : 창녕 성씨, 우계 성혼의 딸
      - 백부 : 윤훈거(尹勛擧)
      - 백부 : 윤순거(尹舜擧)
      - 백부 : 윤상거(尹商擧)
      - 백부 : 윤문거(尹文擧)
      - 숙부 : 윤민거(尹民擧)
      - 숙부 : 윤경거(尹耕擧)
      - 숙부 : 윤시거(尹時擧)
      - 고모 : 윤씨
      - 고숙 : 권준, 남인 당원이며 백호 윤휴의 처남
      - 아버지 : 윤선거(尹宣擧)
      - 어머니 : 공주이씨
        - 동생 : 윤추(尹推, 1632년 ~ 1707년)
        - 누이 : 반남인 박세후(朴世垕) 에게 출가
        - 누이 : 전주인 이정여(李正輿)에게 출가
        - 누이 : 안동인 권준(權儁) 에게 출가
        - 동생 : 윤발(尹撥)
        - 동생 : 윤졸(尹拙)
        - 동생 : 윤읍(尹挹)
        - 부인 : 권아(權雅, 1632 ~ ?) - 탄옹 권시의 장녀
          - 장남 : 윤행교(尹行敎)
          - 차남 : 윤충교(尹忠敎)
          - 장녀, 임진영(任震英) 풍천인에게 출가

- 진외증조부 : 성혼, 호는 우계

## 기타
김익훈에 의해 날조된 허새의 옥사에 관련, 그는 노론, 소론으로 분당하기 이전에 이미 같은 서인당원이었던 김익훈, 김석주 등을 강경하게 처벌하고 남인들의 원한을 풀어주어야 된다고 주장한 바 있다. 그러나 그의 주장은 당론에 의해 묵살당하고 말았다.

### 노론, 소론 분당의 원인
윤증의 송시열과의 절교 선언은 배사(背師)문제로 확산되어 의리·명분의 껍데기를 쓰고 노론·소론 간의 격렬한 논란 거리가 되었다. 송시열은 주자도통주의(朱子道統主義)에 입각한 철저한 유교적 도덕정치를 내세우고 있었다. 그러나 송시열은 훈척인 김익훈(金益勳), 김석주 등을 옹호함으로써 명분을 잃게 되었고, 같은 서인이면서도 김석주, 김익훈을 처벌할 것을 주장하여 논란이 되었다. 송시열을 비롯한 노론측은 현실과의 일정한 타협을 통해 권력을 장악하는 데 최우선의 의미를 두었던 것이고, 윤증을 내세운 소론측은 현실과의 타협을 거부하며 명분을 고수하려 하였다.
또한 송시열이 강화도에서 혼자 피신한 윤선거를 평소 경멸하다가 비문에서 그를 비방하는 내용에 윤증의 감정이 상함으로써 송시열-윤증간의 관계도 함께 악화되었다.

### 송시열과의 관계
송시열(宋時烈)과는 사적으로도 인척관계였다. 송시열은 윤증의 아버지인 윤선거와 개인적으로 친구였다. 그러나 병자호란 당시 윤선거 혼자 빠져나온 강화도 사건을 계기로 윤선거를 경멸하면서 윤선거와의 관계가 멀어진다. 이는 윤증과의 관계 악화로까지 이어져 회니논쟁과 노론, 소론 분당의 원인이 된다.
윤증은 송시열의 제자였고, 윤선거는 송시열의 어릴 적부터 친구였다. 그런데 윤선거의 할아버지 윤창세(尹昌世)는 윤황(尹煌)과 윤전(尹烇) 형제와 딸 1명을 두었는데, 윤창세의 사위인 은진송씨 송희조(宋熙祚)는 송시열의 5촌 당숙이 된다. 또, 윤창세의 아들 윤전의 딸이 사촌 형 송시형(宋時瑩)과 결혼한다. 송시열의 사촌 형수는 윤선거의 사촌 누이가 되고, 송시열의 당숙모는 윤선거의 고모였다.
윤황(尹煌)은 윤문거(尹文擧)와 윤선거 형제를 두는데, 윤문거의 아들 윤박(尹搏)이 송시열의 딸과 결혼하였다. 윤선거의 손자이자 윤증의 아들 윤행교(尹行敎)는 다시 은진송씨 송기후(宋基厚)의 딸과 결혼하는데, 송기후는 송시열의 5촌 조카이자, 사촌동생 송시염(宋時琰)의 아들이다.

### 윤휴와의 관계
백호 윤휴 역시 그의 사돈이었다. 윤증의 할아버지 팔송 윤황의 딸이 권준과 결혼했는데 권준은 경주 부윤(慶州府尹) 권첩의 아들이다. 권첩의 넷째 딸이자 고모부 권준의 누이동생이 백호 윤휴와 결혼하였다.

## 사상과 학문
윤증은 일생동안 재야의 선비로서 살아왔지만 그의 학문을 세상에 드러내지는 않았다. 이는 이론 탐구에 몰두하기 보다는 학문의 실천을 중시하였던 가학(家學)의 영향이 컸던 것으로 보인다. 그렇기 때문에 윤증의 사상을 살피기 위해서 가학적 연원을 살필 수 밖에 없다. 그리고 《명재유고》와 같은 제자들이 남긴 책에 실린 편지글을 살펴 무실학(務實學)이라는 특유의 실학사상을 찾을 수 있다.

### 가학적 연원
윤증은 일생동안 다양한 스승 밑에서 학문을 배웠다. 김집, 유계, 송시열, 송준길 등 모두 뛰어난 유학자들이나 그 학문의 바탕이 되는 것은 윤황, 윤선거로 이어지는 가학이다. 특히 아버지인 윤선거의 학문에서 이미 실심(實心)과 실공(實功), 실덕(實德)의 무실학(務實學을) 찾을 수 있는 점에서 윤증의 학문은 가학에서 크게 벗어나지 않음을 알 수 있다. 이러한 윤증일가의 가학은 윤황의 스승이자 장인이었던 성혼과 윤선거를 통해 알 수 있다.
성혼의 학문은 아버지인 성수침(成守琛)을 통해 조광조(趙光祖)로 이어지는데, 윤황이 성혼의 문인이 된 것은 고조할아버지인 윤탁(尹倬)이 조광조를 비롯한 당대 사림파와 교유했던 까닭으로 보인다. 그래서 윤황과 성혼의 학문은 길재(吉再)로부터 김종직(金宗直)을 거쳐 조광조로 이어지는 학문을 계승했다고 여겨진다. 그렇다면 성혼의 학문은 무엇인가? 성리학적 이론과 공부하는 법, 두 가지로 나누어 볼 수 있다.
성리학적 이론을 살펴보자면 성혼은 사단칠정(四端七情)과 인심도심(人心道心)에 있어서 이황과 이이의 사이에 존재한다. 먼저 이황과 이이의 이론을 살펴보자면, 이황이 사단은 이(理)가 나타난 것(發), 칠정은 기(氣)가 나타난 것이라고 하여 사단과 칠정, 이와 기를 각각 대비시켰는데, 이를 인심도심에도 적용하여 인심은 칠정(七情)이 되고, 도심은 사단(四端)이 된다고 하였다. 이와 기를 나누어 보는 이분법적 시각은이와 기의 관계를 이의 우위로 둠으로써 이상적인 도덕성을 추구하게 된다. 그리고 욕구를 지나치게 부정하면서 현실성에서 멀어지게 된다. 이와 같은 논점에서 이이는 사단과 칠정 모두 기로 나타나지만 나타나게 하는 원인, 마음이 우러나오는 것은 이로서 시작한다고 보았다. 이와 기는 서로 떨어질 수 없는 것이나 서로 같지는 않다. 이는 보이지도 않고 스스로 나타날 수 없기 때문에 스스로 작용할 수 있는 기를 통해 발현하는 것이다. 그래서 인심도심에 있어서도 도심은 순수한 본성에서 오는 선한 것이기 때문에 도심이 사단인 것은 가능하지만 인심은 본성과 현실적인 욕구가 함께하여 사단이 될 수도 있고 칠정이 될 수도 있다.
성혼은 이이에게 이황의 호발설이 틀리지는 않다는 의견을 내보였다. 그 이유는 주희 이전부터 인심과 도심을 나누어 설명해왔기 때문에 이분법으로 나누어 설명하는 것이 타당하다는 것이다. 다만 인심과 도심을 각각 사단과 칠정에 대비시키는 것은 동의하지 않았다. 그 다음에는 절충적인 의견을 내보인다. 이와 기를 살필 때 마음이 나타난 것을 보고 상대적으로 중한 쪽을 선택하여 이가 발했다, 기가 발했다. 정의를 내리는 것일 뿐이라 하였다. 이는 이황의 이분법적 설명을 받아들이면서도 이와 기가 각각 발현한다는 호발설에 대해서는 일부분만 받아들인 것이다. 이와 기가 마음에서부터 다른 길로 나타나는 것이 아니라 마음이 나타난 이후에야 이인지 기인지 정의를 내린다는 것은 이황의 도덕적 가치 강조를 받아들이면서 이이의 이와 기가 서로 떨어질 수 없다는 의견도 수용한 절충안인 것이다. 윤증 또한 이를 받아들이면서 이와 기, 인심과 도심의 관계와 같은 이론 부분에 있어서 이황과 이이 어느 한쪽에 치우치지 않는 모습을 보였다.
성혼의 공부하는 법은 유학자로서 목표로 한 도(道)의 구현을 위해 먼저 스스로를 수양(修養)하기 위한 구체적인 방법을 설명한 것이다. 이를 강학(講學)과 성찰(省察), 지경(持敬) 세 가지로 나누어 설명하였는데, 강학이란 지속적인 공부를 말하며 성찰은 매일 자신의 마음과 언행을 살펴 잘못이 있을 경우에 즉시 고치는 것을 말하며 배움의 실천이라 볼 수 있다. 지경은 성찰을 위한 마음가짐을 바로잡는 것을 말한다. 즉 바른 마음이 흐트러지지 않게 집중하는 자세를 말하는 것이다. 이 모든 내용은 몸과 마음을 가다듬어야만 생각이 바르게 되어 비로소 이치를 알게 된다는 것으로 윤선거나 윤증의 실심을 세운 후 실공을 하는 무실학과 무관하지 않다.
윤선거는 윤황을 통해 성혼의 학문에 닿아 있다. 그리고 김집의 문인으로서 자연스레 이이의 학문에도 연결되어 있다. 그러나 성혼과 이이라는 학풍에 걸쳐져 있지만 직접적인 영향은 스승인 김집이 가장 큰 것으로 보인다. 윤선거가 중요시 했던 것은 예학(禮學)으로 예에 맞게 행동한다면 인욕(人慾)을 막을 수 있고 천리를 알 수 있다고 하였다. 윤증도 공부하는데 있어서 예학을 중요시 하였다. 그러나 윤선거의 학문에서 예학보다 중요한 점은 무실학이라 할 수 있다. 그는 선비로서 실심을 세우지 못 하면 예를 배웠다 할지라도 형식과 헛된 명성에나 매달릴 뿐이라 비판하여 실심을 세운 이후에야 바른 공부를 하여 실천으로 이치를 얻을 것이라 하였다. 이런 태도는 사람을 등용함에 있어서 능력과 덕을 원칙으로 삼고 능력과 덕을 반드시 실천함을 중시하여야 한다는 점과 정치에 있어서도 사사로운 뜻을 버려 나라의 기강을 먼저 바로잡은 이후에야 구체적인 정책을 세워서 실효를 거둘 수 있다고 한 주장으로 나타나게 되었다.

#### 무실학
성혼과 이이, 윤선거를 통한 가학을 배운 윤증의 학문이란 무엇인가? 윤증의 학문에 있어서 대표적으로 꼽히는 것은 앞서 언급한 무실학을 들 수 있다. 무실학이란 윤선거가 말한 실심과 실공을 통한 학문을 말한다. 실심이란 마음을 세우는 것을 뜻하며, 입지(入志)라고 볼 수 있다. 그리고 실공은 실심을 위해 공부하는 것을 뜻하며 이는 독서와 실천을 뜻한다. 실심과 실공은 모두 성리학에서 말하는 성(性)을 찾기 위한 방법이다. 천리(天理)를 부여받은 것이 본연의 성이며, 단지 가려져 있을 뿐이기 때문에 윤증은 독서를 통해 옛 성현의 가르침을 받고 매사에 독서한 내용을 상기하고 때에 맞게 실천해야 깨닫는 것이 있으며, 나날이 깨닫는 것이 쌓이면 자연스레 이치를 구할 수 있다고 한 것이다. 실심과 실공으로 이치를 구했다면 그것이 바로 실덕이다. 본연의 격을 갖추었다는 뜻이다.
그러나 무실은 자기 수양에서 끝나지 않는다. 수양을 통해 덕을 갖추었을 때 이를 세상으로 향하게 한다면 그것이 실학(實學)이다. 성혼와 윤선거의 주장처럼 개개인이 마음을 바로 세우고 예를 공부하고 이를 실천하여 이치를 안다면 세상 또한 바른 이치로 흘러간다는 내용이다. 실덕(實德)에서 실학으로 가는 것은 자연스러운 일이다. 《논어》 〈이인里仁〉편에서 ‘덕은 외롭지 않으니 반드시 이웃이 있다.(德不孤必有隣)’라고 하였다. 덕이란 홀로 존재할 수 없고 다른 사람들에게 베풀어질 때 비로소 덕이라고 부른다. 따라서 덕이 있는 사람은 반드시 무리를 이루게 되며, 영향을 미치게 되는 것이다. 그래서 무실이란 실심과 실공 이후 실질적인 쓸모와 실용성을 거둘 수 있어야 한다.
위와 같이 무실학에서 말하는 실심과 실공은 성(性)을 드러내기 위한 방법론이라 할 수 있는데, 성을 천리(天理)로 보는 《중용》의 가르침 이후 성을 구하기 위해 학문과 수양을 하는 것이 성리학자들의 목표였다. 실에 힘쓴다는 뜻의 무실이란 조선시대 성리학자들의 학문관에서 벗어나지 않는다고 볼 수 있다. 그러나 차이점 또한 찾을 수 있다. 성혼와 이이, 이황의 이론을 살펴보았듯이 이전의 성리학자들은 성(性)을 탐구함에 있어서 사람의 본성과 우주적 본질의 관계를 논리적으로 설명하려는 이론적 탐구에 몰두 하였다. 이와 기, 인심도심설 등의 이론 정리는 상당한 성과를 이루었고, 윤증은 독자적인 이론을 내세우기 보다는 해명된 이론을 받아들여 이해하고 습득하는데 몰두 하였다.
예를 들어 윤증은 이이의 기발이승일도설을 지지하고 있다. 그러나 도심에 대한 설명에 있어서 이이의 학설이 아닌 성혼의 쪽을 입장을 바꾼다. 성을 향해 발현한다면 비록 발현 한 것이 기이지만 이 또한 발현한 것이라고 주장하여 이이와 성혼 양 쪽의 학설을 모두 이용하고 있다. 이와 같은 입장은 가학에서 성혼의 영향이 크기 때문이기도 한데, 인심도심설에서도 인욕(人慾)이라는 용어를 추가하여 도심뿐만 아니라 인심 또한 본연의 성으로 인식한다. 인심은 선천적인 인간의 육체적 욕구이며, 성인이던 소인이던 모두가 지니고 있는 것이기 때문에 천리에 속하며 선하다고 보았다. 다만 인심이 지나칠 경우는 바로 인욕으로 보았으며 이를 절제해야 한다고 보았다. 인심과 도심은 모두 한 마음(一心)에서 비롯된다는 윤증의 주장은 성혼의 인심과 도심 역시 정(情)이라는 주장을 받아들였다고 볼 수 있다.
성혼에서 윤증으로 이어지는 학문은 실천하는 학문에 더 큰 비중을 두고 있으며 이를 실학이라고 보았다. 몸과 마음을 바르게 유지하는 것과 이를 통해 백성을 편안케 하고 도(道)를 구하려는 실천 의지가 담겨 있기 때문이다. 무실학이 조선 후기 실용주의 학문으로 정의되는 실학과는 세세한 차이가 있더라도 잦은 전쟁으로 휘청이는 나라와 백성에게 도움이 되려는 학문을 하려 했다는 점에서 후대의 실학과 큰 흐름을 같이 한다고 볼 수 있다. 윤증이 실학에 후한 평가를 준 것도 이런 이유였을 것이다.

##### 실학에 대한 평가
그는 성리학자를 자처했고 양명학을 이단이라 규정했으나, 실학 사상에는 후한 평가를 주었다. 그는 실학의 첫 세대 학자인 유형원을 높이 평가하기도 했다. 유형원은 실학자이면서도 남인이었다.
반계 유형원과 동시대의 인물로 ‘반계수록’을 읽고 감탄해마지 않았던 학자로는 소론계의 대학자 명재(明齋) 윤증(尹拯:1629~1714)과 그의 뛰어난 제자 덕촌(德村) 양득중(梁得中:1665~1742)이었다. 재야 학자로서 학덕으로 추앙받아 정승의 지위에까지 오른 분이 윤증이고, 학문적 역량으로 천거받아 은일 승지에까지 오른 분이 양득중이다. 이들 스승과 제자가 최초로 ‘반계수록’의 진가를 알아주어 끝내는 세상에 공간(公刊)되는 기회를 맞게 되었다. 윤증은 반계보다 7세 연하로, 83세이던 1711년에 ‘반계수록’을 읽고 크게 감동받고 책의 발문을 썼으니 반계가 타계한 38년 뒤의 일이었다.
“‘수록’이라는 책은 고 처사(處士) 유형원군이 지은 책이다. 그 글을 읽어보면 그 규모의 큼과 재식(才識)의 높음을 상상할 수 있다.… 세상을 경륜할 업무에 뜻이 있는 사람이 채택하여 실행할 수만 있다면 그대가 저술했던 공로는 그때에야 제대로 나타날 것이다. 그것이 어떻게 사라져버릴 이치가 있겠는가”라고 하여 불멸의 저서가 될 것을 이미 윤증은 예언하고 있었다. 활용할 임자만 만나면 그 책은 천하국가를 다스릴 훌륭한 저서라고 평가를 내린 것이다. 그는 유형원의 책을 애독하여 그의 저서를 구하여 집에 두고 읽어보았다.
윤증에게서 책을 빌려 읽어본 제자 양득중은 더 감탄한 나머지 임금에게 상소하여 책의 간행을 권하였다. 1741년 영조17년의 일인데, “근세의 선비 유형원이 법제를 강구하여 찬연스럽게 갖추어놓았습니다. 전제(田制)로부터 시작하여 교육문제, 관리등용문제, 관직·봉급·군사제도에 이르기까지의 세세한 것을 모두 거론하여 털끝 하나인들 빠뜨리지 않았습니다”라고 책의 가치를 나열하여 나라를 건질 계책으로 활용하기를 주장하였다. 이래서 반계가 타계한 97년 뒤인 1770년에 책은 간행될 수 있었다.

###### 학문에 대한 관점
그는 성리학자였고, 양명학에 대해서는 이단으로 규정하였다. 송시열과는 사이가 갈라졌지만 윤휴나 허목은 끔찍하게 여기고 기피하고 멀리하였다. 윤휴가 아버지 윤선거의 제문으로 보낸 조롱 역시 윤휴나 허목에게 부정적인 감정을 갖는 하나의 요인이 되었다.

## 관련 문화재
- 윤증 가의 유품 (중요민속문화재 제22호, 충청남도 공주시 소재)

## 같이 보기
| - 서인 - 노론 - 소론 - 허새의 옥사 - 예송 - 회니 논쟁 - 송시열 - 유계 - 윤선도 - 윤선거 - 윤문거 - 김익훈 - 나량좌 - 박세채 | - 예송 논쟁 - 삼복의 변 - 김석주 - 김우명 - 김익훈 - 민유중 - 민정중 - 민광훈 - 허적 - 송시열 - 송익필 - 송한필 - 성혼 - 이이 - 정철 | - 갑술옥사 - 윤휴 - 김자점 - 박세당 - 박태보 - 송준길 - 김장생 - 김집 - 희빈 장씨 - 허적 - 허목 |

## 참고 문헌
- 현종실록
- 숙종실록
- 연려실기술
- 국조인물지

## 관련 자료
- 나는 나만의 길을 가겠다! - 오마이뉴스
- 100리 길, '회니시비'의 현장을 가다 - 오마이뉴스
- 네이버 캐스트 : 오늘의 인물 - 송시열
- 우암 송시열과 성은공 휘 박승건과의 관계
- https://news.naver.com/main/read.nhn?mode=LSD&mid=sec&sid1=102&oid=089&aid=0000134165
- http://www.daejonilbo.com/news/newsitem.asp?pk_no=877615
- 논산 명재 고택

## 관련 서적
- 이선아, 《윤휴의 학문세계와 정치사상》 (한국학술정보, 2008)
- 노대환, 《소신에 목숨을 건 조선의 아웃사이더》 (역사의 아침, 2007)
- 이성무, 《조선을 만든 사람들》 (청아, 2009)
- 이덕일, 《당쟁으로 보는 조선역사》 (도서출판 석필, 2004)
- 이덕일, 《송시열과 그들의 나라》 (김영사, 2000)